# Juan Andrés Caruso
Juan Andrés Caruso (La Plata, provincia de Buenos Aires Argentina, 20 de septiembre de 1890 – Buenos Aires, íd., 1 de marzo de 1931 ) fue un periodista, letrista de tango y comediógrafo  con una obra vinculada al tango. Estuvo casado con la actriz Elvira Quiroga desde 1921.

## Actividad profesional
Fue el menor de tres hermanos y muy joven se trasladó con su familia a vivir en Buenos Aires, donde hacía trabajos diversos. Consiguió trabajo de claque (gente contratada para aplaudir a los artistas) en un teatro pero un día con un amigo hurtan objetos de valor de un camarín y huye a Bahía Blanca (a 600 kilómetros de distancia) donde obtiene trabajo en una imprenta en la que se imprimía el periódico local Hoja del Pueblo. Por algún motivo el director de la publicación le encontró condiciones para escribir y pasó a ser periodista. En ese trabajo conoció al gran actor nacional Enrique Muiño, de paso por la ciudad, quien luego de leer  algún artículo suyo lo felicitó y lo alentó para continuar en esa profesión.
En 1910 regresó a Buenos Aires, retomó el periodismo, y se fue a vivir en el barrio de San Cristóbal, donde trabó amistad con jóvenes de la vecindad entre los que se encontraban 
Francisco Canaro y sus hermanos, Vicente y Ángel Greco, Bardi, Prudencio Aragón, Castriota, el Tano Genaro, el Tuerto Camarano y otros. La primera letra que escribió fue el tango Cara sucia para una música de Canaro. También escribió el argumento de su primera incursión en el teatro: Nobleza de arrabal, estrenada en 1919 en el Teatro Variedades (a metros de la estación Constitución). También escribió, con música de Francisco Canaro, el tango homónimo, pero la letra que perduró fue la que escribió Homero Manzi firmada con el seudónimo de Arauco.
Fue redactor en el diario La Montaña y, más adelante, trabajó en las redacciones de Crítica, Última Hora y Mundo Argentino y fue director de la publicación especializada El Teatro Nacional.
Desde 1927 trabajó de secretario de Enrique Muiño y fue representante de la compañía teatral Muiño-Alippi. 
Ignacio Corsini grabó 31 de sus temas y fue el autor al que Carlos Gardel le grabó más composiciones, 38 en total. 

## Su obra
Además de dirigir teatro escribió una treintena de sainetes, en los que incorporaba piezas musicales que en algunos casos eran de su autoría.
Algunos de los tangos de su autoría que se recuerdan en especial son La última copa con música de Canaro, Alma de bohemio (1940) en colaboración con Roberto Firpo y Sentimiento gaucho (1939) en colaboración con Francisco Canaro y Rafael Canaro, entre otros.
Escribió letras para variados ritmos criollos: estilos, milongas camperas y zambas. Poeta de refinada inspiración,  compuso letras que fueron adelantadas para su época.
El investigador Jorge Larroca, al escribir sobre el barrio de San Cristóbal, lo ubica como un vanguardista del tango pintoresquista; es decir, el tango que describiendo los aspectos sutiles de la particular idiosincrasia del porteño retrata su espíritu burlón.
A mediados de la década de 1920 enfermó, estuvo varios años deprimido bajo severos tratamientos, disminuyó notoriamente su actividad y falleció el 1º de marzo de 1931.

## La payanca
En 1916 Augusto Pedro Berto se basó en un viejo gato de autor anónimo que había tocado con la guitarra antes de hacerse bandoneonista, para hacer la tercera parte de un tango que  al  editar al año siguiente encuadró como  «Tango milonga sobre motivos populares». 
Respecto del título hay diversas versiones;  el pianista Juan Santa Cruz dijo que Berto ejecutaba con frecuencia el tango –todavía sin nombre- en el cabaré L'Abbaye de Esmeralda al 500 y un día a sugerencia de un concurrente lo tituló “La payanca”. Berto afirmó que es por el tiro de lazo dirigido a las manos o el cogote del animal que tiene ese nombre y, finalmente, otra versión asegura que era el apodo de la prostituta de un prostíbulo.
Caruso fue quien escribió una primera letra para la música de este tango.

## Obras teatrales
Algunas de sus obras teatrales fueron:
- El ciruja en colaboración con Alberto Ballerini
- Un escándalo social
- Nobleza de arrabal
- Mano brava
- La Garconniere
- El tigre de los llanos
- El indio Guitralan
- Corazón de malevo
- No pregunto cuantos son
- Una vez en un boliche... en colaboración con Alberto Vacarezza

## Obras registradas en SADAIC
- A contramano (1938) en colaboración con Luis Teisseire
- A mi no me den consejos (1963) en colaboración con Francisco Canaro y Luis Riccardi
- Acuérdate de mí (1942) en colaboración con Agustín Bardi
- Adoración (1940) en colaboración con María Isolina Godard
- Alma de bohemio (1940) en colaboración con Roberto Firpo
- Así es el mundo (1940) en colaboración con Mario Canaro
- Azucena (1940) en colaboración con Francisco Pracánico
- Calandria (1939) en colaboración con Luis Teisseire
- Camarada (1941) en colaboración con Francisco Canaro y Juan Canaro
- Cara sucia (1939) en colaboración con Francisco Canaro
- Caricias (1933) en colaboración con María Isolina Godard
- Cariñito (1941) en colaboración con Elio Rietti
- Cartitas perfumadas  en colaboración con Ángel Greco
- Cascabelito (1941) en colaboración con José Bohr
- Circe (1933) en colaboración con María Isolina Godard
- Clavelito (1941) en colaboración con Juan Canaro
- Corazón (1938) en colaboración con Luis Teisseire
- Córdoba (1954) en colaboración con Miguel Ángel D’Errico
- Cuando mi barrio se duerme (1938) en colaboración con Luis Teisseire
- Cuando tus ojos me miran (1938) en colaboración con Alejandro Schujer
- Desengaño (1941) en colaboración con Juan Canaro y Francisco Canaro
- Destellos (1947) en colaboración con Francisco Canaro
- El brocal (1939) en colaboración con Francisco Canaro
- El flechazo (1955) en colaboración con Pacífico Víctor Lambertucci
- El mantón de Manila  en colaboración con Juan Maglio
- El olvido (1941) en colaboración con Juan Canaro
- El taita ladrón (1939) en colaboración con Francisco Canaro
- El timbero (1964) en colaboración con Francisco Canaro
- En mi rancho hay una flor (1940) en colaboración con Luis Teisseire
- Entrada prohibida (1937) en colaboración con Luis Teisseire
- Federación (1938) en colaboración con Luis Ricciardi
- Francia (1958) en colaboración con Samuel Castriota
- La brisa (1973) en colaboración con Francisco Canaro y Juan Canaro
- La chacarera (1940) en colaboración con Juan Maglio y José Servidio
- La orillera  en colaboración con Agustín Bardi
- La oveja descarriada (1941) en colaboración con Antonio Scatasso
- La última copa (1963) en colaboración con Francisco Canaro
- Ladrillo (1935) en colaboración con Juan de Dios Filiberto
- Llanto de amor (1939) en colaboración con Francisco Peña
- Malandrín (1939) en colaboración con Francisco Canaro y Luis Riccardi
- Margarita silvestre (1941) en colaboración con Juan Canaro
- Medias de seda (1941) en colaboración con José Bohr
- Mi amorcito en colaboración con Francisco Canaro
- Mi guitarra  en colaboración con Domingo Greco
- Mi guitarra (1938) en colaboración con Luis Teisseire
- Mi ñata (1941) en colaboración con Ángel Greco
- Mi querer (1941) en colaboración con Mario Canaro
- Mi querido Agustín (1941) en colaboración con José Bohr
- Mía (1941) en colaboración con José Bohr
- No hablés que me estás secando (1938) en colaboración con Luis Teisseire
- No me escribas (1938) en colaboración con Agustín Bardi
- No quiero verla más (1938) en colaboración con Luis Teisseire
- Nobleza de arrabal (1946) en colaboración con Francisco Canaro y Homero Nicolás Manzione
- Nuestro vals (1949) en colaboración con Vicente Romeo
- Oh París (1941) en colaboración con José Bohr
- Olimpia (1940) en colaboración con Julio De Caro
- Pancho Almada está de fiesta (1950) en colaboración con Francisco Canaro
- París (1963) en colaboración con Francisco Canaro
- Pedíme lo que querés (1963) en colaboración con Francisco Canaro
- Piccolo navío (1938) en colaboración con Luis Ricciardi
- Pinche (1939) en colaboración con Francisco Canaro y Juan Canaro
- Pobre gringo  en colaboración con Bartolomé Ángel Vacarezza y Antonio Scatasso
- Pobre madrecita  en colaboración con Ángel Greco
- Pobre pecadora (1964) en colaboración con Francisco Canaro
- Por ella (1938) en colaboración con Luis Teisseire
- Que me la traigan (1935) en colaboración con Juan de Dios Filiberto
- Raza noble (1960) en colaboración con Salvador Grupillo
- Señor comisario (1963) en colaboración con Francisco Canaro
- Sentimiento gaucho (1939) en colaboración con Francisco Canaro y Rafael Canaro
- Sin consuelo (1935) en colaboración con Víctor Troysi
- Sos bueno vos también (1951) en colaboración con Francisco Canaro
- Sufra (1951) en colaboración con Francisco Canaro
- Sulamita (1963) en colaboración con Francisco Canaro
- Tesorito (1934) en colaboración con Adolfo Rafael Avilés
- Un placer (1940) en colaboración con Vicente Romeo
- Una milonga de amor (1938) en colaboración con Luis Teisseire
- Volvé china (1939) en colaboración con Francisco Canaro
- Vos también tenés tu historia (1963) en colaboración con Francisco Canaro
- Yo tuve un amorcito (1939) en colaboración con Francisco Canaro y Solari Parravicini
- Yo tuyo soy tuyo es mi amor (1940) en colaboración con Francisco Canaro